# Вечірка

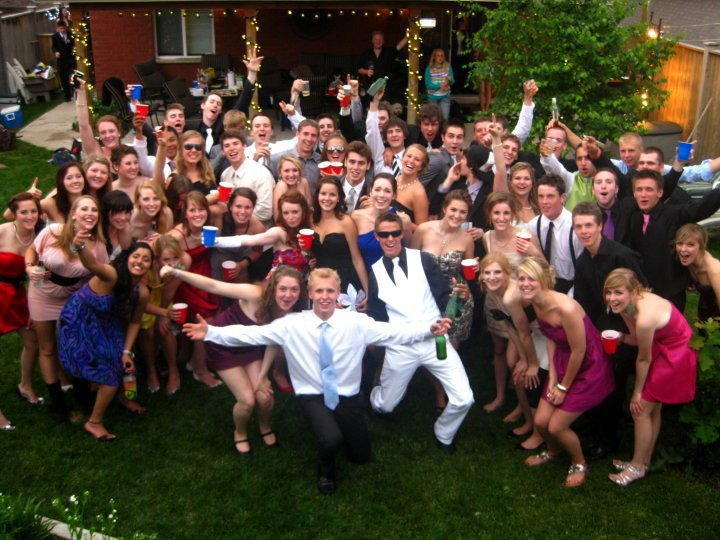
Канадська вечірка

Вечірка (англ. party) — зустріч групи людей, зазвичай друзів та знайомих, у неформальній обстановці з метою спілкування й
розваги. Вечірка може проводитися з нагоди свята, наприклад, дня народження, або без будь-якої нагоди. Зазвичай така зустріч відбувається ввечері, що пояснює назву. Вечірки часто супроводжуються застіллям, споживанням алкогольних і безалкогольних напоїв, музикою, танцями, переглядом фільмів або спортивних змагань, іграми.
Зазвичай місцем проведення вечірки є помешкання організаторів, але вечірки також проводяться в ресторанах, барах, пабах, нічних клубах. Витрати можуть брати на себе господарі, або ж гроші на вечірку можуть збиратися з усіх учасників. Гості можуть приносити подарунки і напої, хоча це необов'язково.
Компанії та установи іноді влаштовують вечірки для своїх співробітників, такі вечірки називають корпоративними, або корпоративами.
На вечірках особи можуть вживати алкогольні напої, хоча це і не є обов'язковим атрибутом вечірок.